# درون‌پوست (گیاه‌شناسی)

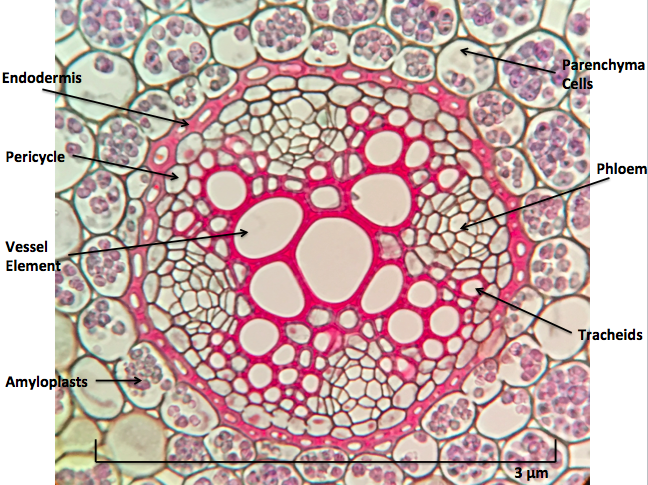
برش ریشه آلاله (Ranunculus)

درون‌پوست (به انگلیسی: Endodermis)، مرکزی و داخلی‌ترین لایه پوست در گیاهان زمینی است. این بخش استوانه‌ای از سلول‌های زنده فشرده‌است که دیواره‌های شعاعی آن با مواد آب‌گریز (نوار کاسپاری) آغشته شده‌است تا جریان آپوپلاستیک آب را به داخل محدود کند. درون‌پوست مرز بین قشر و استل است.
در بسیاری از گیاهان بی‌دانه (مانند سرخس و خزه)، درون‌پوست یک لایه کاملاً قابل دیدن از سلول‌ها است که بلافاصله در بیرون از استوانه آوندی (استل) در ریشه‌ها و شاخساره‌ها قرار دارد. در اکثر گیاهان دانه‌ای، به ویژه انواع چوبی، درون‌پوست در ساقه‌ها وجود ندارد اما در ریشه‌ها وجود دارد.
درون‌پوست به تنظیم حرکت آب، یون‌ها و هورمون‌ها به درون و بیرون از سیستم عروقی کمک می‌کند. همچنین ممکن است نشاسته را ذخیره کند، در ادراک گرانش نقش داشته باشد و از گیاه در برابر سمومی که وارد سیستم عروقی می‌شوند، محافظت کند.
اندودرم به حباب‌های گاز اجازه ورود به آوند چوبی را نمی‌دهد و از بروز آمبولی در ستون آب جلوگیری می‌کند.